# Tsai-Fan Yu
Tsai-Fan Yu (chinesisch 郁采蘩, Pinyin Yù Cǎifán, W.-G. Yü Ts’ai-fan; * 24. Oktober 1911 in Shanghai; † 2. März 2007 in Manhattan) war eine US-amerikanische Medizinerin chinesischer Herkunft.

## Leben
Yu studierte am Ginling College mit dem Bachelor-Abschluss 1932 und am Peking Union Medical College (das mit der Johns Hopkins University verbunden war) Medizin mit dem M. D. Abschluss 1936 mit Bestnoten. Danach brachte sie es dort bis zum Chief Medical Resident in Innerer Medizin. Damals forschte sie auch über Pflanzenkrankheiten. 1947 ging sie nach New York City und arbeitete am Columbia University College of Physicians and Surgeons (P &S). In den 1950er Jahren erhielt sie die US-Staatsbürgerschaft und war ab 1957 am Mount Sinai Hospital, an dem sie 1973 als erste Frau eine volle Professur erhielt 1982 wurde sie emeritiert.
Mit Alexander B. Gutman etablierte sie die Verbindung von Gicht mit hohem Harnsäurespiegel im Blut und testete mit ihm das Medikament Probenecid gegen Gicht sowie Kolchizin (veröffentlicht 1961) und in den 1960er Jahren Allopurinol. Sie veröffentlichte rund 200 wissenschaftliche Arbeiten. Neben Purin-Stoffwechsel und Gicht befasste sie sich auch mit Phosphor- und Calcium-Stoffwechsel bei Osteomalazie.
Sie erhielt den Distinguished Career Achievement Award des Mount Sinai, in dem sie auch starb. Yu erhielt einen Master Award der American Association of Rheumatology.